# Mesosa binigrovittipennis
Mesosa binigrovittipennis är en skalbaggsart som beskrevs av Stefan von Breuning 1968. Mesosa binigrovittipennis ingår i släktet Mesosa och familjen långhorningar. Inga underarter finns listade i Catalogue of Life.